# Пастух
Пастух е село в Западна България. То се намира в община Невестино, област Кюстендил.

## География
Село Пастух се намира в Западна България, югоизточно от град Кюстендил. Разположено е в североизточния край на географската област Пиянец, в близост до река Струма, от двете страни на шосето Кюстендил-Невестино-Бобошево.
Селото се намира на около 10 км от общинския център – с.Невестино; на 25 км от областния център - гр.Кюстендил, на 30 км от гр.Дупница, на 15 км от гр.Бобошево, на 100 км от гр.София и на 50 км от гр.Благоевград.
Климатът е мек, с прохладно течение през лятото.
Махали: Горна, Долна, Краището, Брегарска, Спро̀тива, Воденичарска и Еленско Лозе.

## Население
| Година    | 1880 | 1900 | 1920 | 1926 | 1934 | 1946 | 1956 | 1965 | 1975 | 1984 | 2007 | 2009 |
| Население | 373  | 446  | 430  | 430  | 433  | 468  | 381  | 267  | 140  | 88   | 70   | 61   |

Численост и дял на етническите групи според преброяването на населението през 2011 г.:
|                     | Численост | Дял (в %) |
| Общо                | 51        | 100,00    |
| Българи             | 51        | 100,00    |
| Турци               | 0         | 0,00      |
| Цигани              | 0         | 0,00      |
| Други               | 0         | 0,00      |
| Не се самоопределят | 0         | 0,00      |
| Неотговорили        | 0         | 0,00      |

## История
Няма запазени писмени сведения за възникване на селото, но се смята, че то е едно от старите селища в областта Пиянец. Загнездено е сред скалите и теснините на река Струма. Предполага се че в района на днешното село се е намирал средновековния град Житомиск.
През 1893 г. землището на селото е 4032 дка, от които 2297 дка ниви, 1533 дка гори, 187 дка лозя, 57 дка ливади и др. Основен поминък на населението са животновъдство и земеделие (зърнени храни, тютюн, лозарство и овощарство). Развити са и домашните занаяти — има 6 воденици, 2 кръчми, тепавица, бакалница, обущарница.
Построено е училище (1929 г.), учредена е кредитна кооперация „Напредък“ (1941 г.).
През 1956 г. е учредено ТКЗС „Нов път“, което от 1979 г. е включено в състава на АПК „Струма“ – с.Невестино.
Селото е електрифицирано през 1958 г. и водоснабдено през 1962 г., асфалтирани са площадът и шосето (1978 г.), построен е мост над река Струма.
В началото на XXI век в резултат на промените в страната след 1989 г. и засилената миграция населението е силно намаляло. Перспективите за развитие на селото са свързани с лозарството и овощарството и развитието на риболовен, селски, културен и църковен туризъм.

## Исторически, културни и природни забележителности
- Средновековна крепост (останки). Намира се на 1,2 км източно от селото, върху височина с два заоблени върха, в местността „Скалето“. Известна е под имената: Градището, Дукяно, Паланката и Калугерица. На южния връх са запазени остаанки от крепостен зид, граден от ломени камъни, споени с бял хоросан. Част от стената е с височина 1,50 м и се проследява на повече от 10 м дължина. Изказано е предположение че тук се е намирал град Житомиск, споменаван като селище през XII-XIV век.

- Късносредновековна църква „Свети Иван“. Намира се на 1 км южно от селото, непосредствено вляво от шосето Кюстендил - Бобошево на десния бряг на река Струма. Еднокорабна, едноапсидна църква с притвор, с размери 7,50 Х 3,50 м. Състои се от наос, притвор и полукръгла апсида. Особеност на плана е открития притвор. Той е единствен известен пример при еднокорабна църква от това време в Западна България. Църквата е изградена през XVI век. Зидарията е от речни камъни, обработени бигорови блокчета и червени тухли, споени с бял хоросан. Църквата е била изцяло изписана отвътре. Понастоящем е реставрирана, но няма запазени стенописи. Църквата е паметник на културата.

- Късносредновековна църква „Света Троица“. Намира се в източната покрайнина на селото, на левия бряг на река Струма. Еднокорабна и едноапсидна триконхална църква, с полуцилиндричен свод, вкопана на две стъпала в земята, с размери 7,50 Х 3,50 м. Построена е към XVI-XVII век. Изградена е от ломен камък на хоросанова спойка, а антите и надвходната ниша са от бигор. Цялата вътрешност е била изписана. Понастоящем е реставрирана, като от стенописите са останали отделни фрагменти. Църквата е паметник на културата.

- Късносредновековна църква „Света Богородица“. Намира се на 3 км източно от селото, в непосредствена близост до средновековната крепост. Еднокорабна едноапсидна църква с външни размери 6,50 Х 3,80 м. Изградена през XVI век от ломени камъни, на места са използвани тухли и керемиди, споени с бял хоросан. Стените са запазени на височина от 1 до 2,70 м. (апсидата). Цялата вътрешност е била изписана. От стенописите не е запазено нищо. Йордан Иванов посочва 1557 г. като дата на изписването на църквата въз основа на ктиторския надпис, който е бил запазен при посещението му през 1906 г. Църквата е паметник на културата.

- Късносредновековна църква „Свети Димитър“ (останки). Намира се в северната покрайнина на селото. Основите са затрупани и затревени. Отчасти личи само южния зид, граден от ломени камъни и бял хоросан. Еднокорабна и едноапсидна църква с малки размери. Сега в близост до мястото има аязмо (света вода) със същото име.

## Отдих и туризъм
Селото и неговата околност са идеално място за туризъм, за отдих и риболов. В реката се лови клен, мряна, кефал и скобар. 

Ваканционно селище "Пастух Архив на оригинала от 2011-12-22 в Wayback Machine." е разположено върху площ от 3 дка в живописното дефиле на река Струма.